# Famille Delauney
Pour les articles homonymes, voir Delauney.
La famille Delauney, également sous les formes de Launey, Delaunay, est une famille d'origine normande, qui a fait fortune dans le négoce en toiles à Laval.
On trouve dans sa généalogie plusieurs hommes politiques. Delauney a aussi fourni de la toile à voile à Aristide Aubert du Petit-Thouars parti à la recherche de Jean-François de La Pérouse.

## Histoire
La famille est originaire de Caen. Pierre Delauney était fils de Nicolas Delauney et de Marie Aubry, de la paroisse de Saint-Samson de Caen. Marie Leroy, sa veuve achète la terre de la Motte à Louverné. Le lieu de Fresney dont ses enfants se titrèrent est Fresney-Le-Vieux, près de Thury-Harcourt (14).[réf. nécessaire]

## Personnalités
- François Delauney (1729-1799), est un industriel et homme politique.
- Léon Delauney (1765-1798), fils du précédent, écrivain et diplomate français.
- Prosper Delauney (1774-1837), frère du précédent, homme politique.

## Héraldique
L'écusson de la famille est d'or au chevron engrêlé de sable, au chef d'azur chargé de 3 losanges d'or.[réf. nécessaire]

## Hôtel de Bel-Air
L'hôtel de Bel-Air à Laval a été construit pour François Delauney vers 1780. Il achète pour 15 600 #, le 5 mars 1763, de Françoise Lemoine, veuve de René-François Moraine de La Motte, une maison toute meublée, rue des Curés à Laval. L'architecte est Pierre Pommeyrol. Des galeries souterraines et des grottes sont réalisées en 1786 par le maître-maçon René Meignan. Sur la façade ouest de l’hôtel, un médaillon est sculpté des initiales V.L.T. pour Vive La Toile. Il a voulu conserver le souvenir en faisant inscrire le nom de sa femme et le sien. Dans la maison, un dessus de porte représente, moûlé en plâtre, un vaisseau toutes voiles dehors, symbole de l'industrie qu'il avait importée à Laval.

## Télégraphe
Plusieurs membres de la famille participent à la première expérience publique de communication à distance entre Parcé-sur-Sarthe et Brûlon le 2 mars 1791 de Claude Chappe. L'expérience consista à placer deux cadrans mobiles dotés d'aiguilles et de chiffres, appelés tachygraphe, installés respectivement dans son village natal de Brûlon, distant de 14 km, et le village de Parcé. L'expérience, qui consistait à envoyer un message dans chaque sens, fut réussie et authentifiée par un compte rendu officiel. Claude Chappe put, avec ces preuves de fonctionnement, se rendre à Paris pour promouvoir son invention.